# 380-kV-Hochspannungsring

380-kV-Hochspannungsnetz, Stand 2025

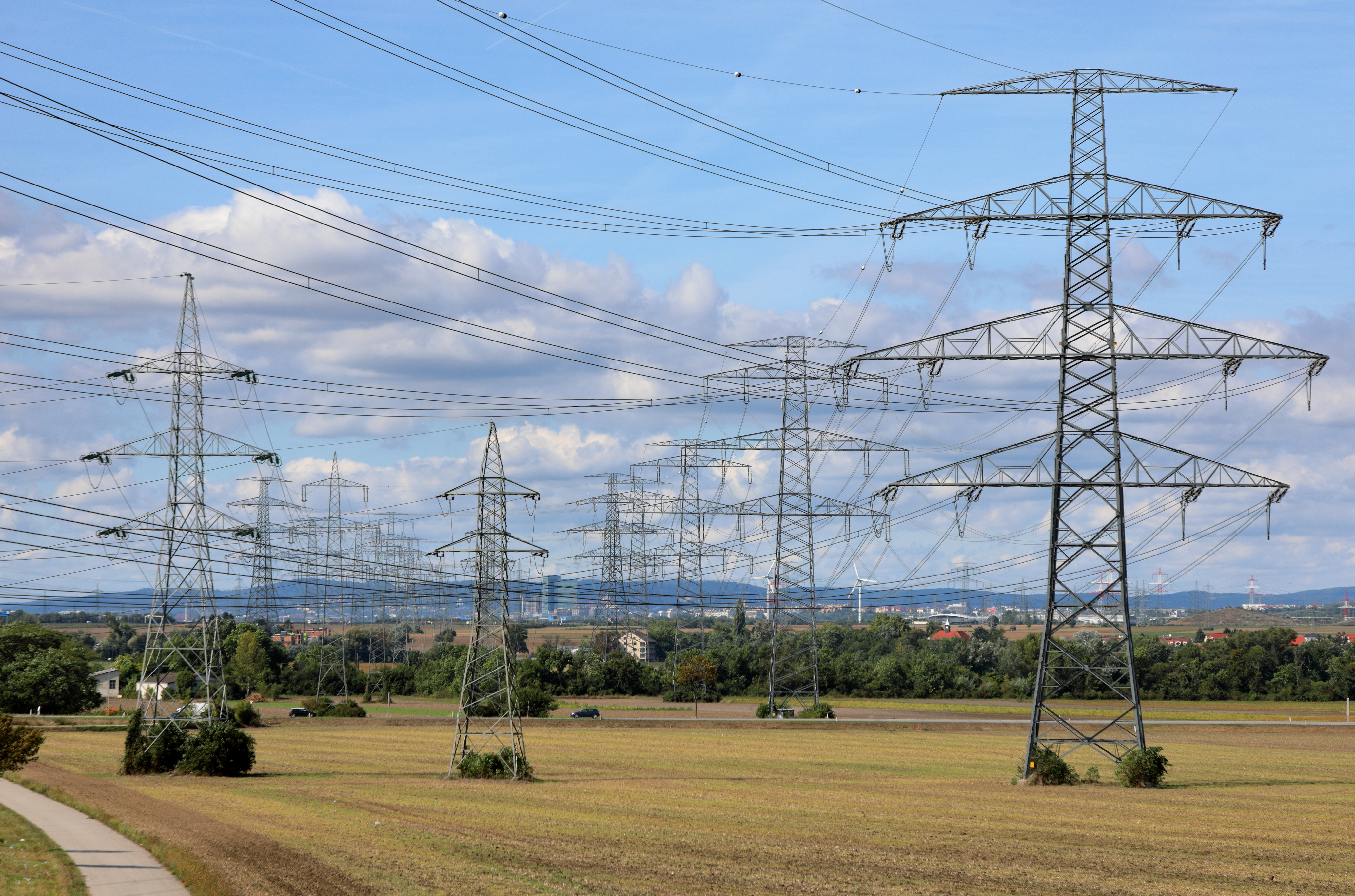
Rechts die 380-kV-Leitung (Masten mit 4 Traversen, mit 4 Stromkreisen je 3 Leiterseilbündel) zwischen Sarasdorf und dem Umspannwerk Wien-Südost

Der 380-kV-Hochspannungsring, auch 380-kV-Ring, bezeichnet ein im Osten Österreichs gelegenes bzw. geplantes elektrisches Höchstspannungsnetz, welches von der Austrian Power Grid (APG) mit einer Spannung von 380 kV betrieben wird und zum überregionalen elektrischen Energieaustausch innerhalb Österreichs dient. Er ist technisch Teil des europäischen Verbundsystems. Durch die Ringstruktur wird eine hohe Ausfallsicherheit erreicht, weil jeder Punkt am Ring von zwei Seiten versorgt wird. Diese günstige Art der Verbindung ist möglich, weil in Ostösterreich die größten Verbraucher (vom Nordwesten im Uhrzeigersinn: Salzburg, Linz, Wien, Graz) und die größten Kraftwerke (Österreichische Donaukraftwerke, Pumpspeicher in den Alpen) geografisch entlang eines Ringes angeordnet sind. Ansonsten wäre – wie in den meisten anderen Ländern – ein vermaschtes Netz mit weitaus mehr Trassenkilometern notwendig, um den gleichen Grad an Versorgungssicherheit zu gewährleisten.
Der 380-kV-Hochspannungsring durchquert die Bundesländer Salzburg, Ober- und Niederösterreich, Burgenland, Steiermark, teilweise Kärnten und ein kleiner Teil auch Tirol (Osttirol). Er ist in mehrere Teilabschnitte untergliedert:
- die Donauschiene, die mit 220 kV für die Donaukraftwerke betrieben wird, und parallel dazu Leitungssysteme, die mit 380 kV betrieben werden.
- die Anfang 2000 fertiggestellte 380-kV-Burgenlandleitung[2]
- die Ende 2009 fertiggestellte 380-kV-Steiermarkleitung und
- die 380-kV-Salzburgleitung, deren erster (nördlicher) Abschnitt 2011 und der 2. Abschnitt (Gesamtfertigstellung) 2025 fertiggestellt worden ist.
- In Kärnten ist der 380-kV-Lückenschluss am wenigsten dringend, da das bestehende 220-kV-Netz dort eine relativ hohe Kapazität hat. Eine Umstellung auf 380 kV oder ein Neubau mit dieser Spannung ist ca. 2030 geplant.[3]

Für den innerösterreichischen Energieaustausch zwischen Kraftwerken und Verbrauchern sind die wesentlichen Knotenpunkte das Umspannwerk Tauern, Umspannwerk Ernsthofen, Umspannwerk Wien-Südost und das in Völkermarkt gelegene Umspannwerk Obersielach. Es bestehen weiters Verbindungen an untergeordnete Spannungsebenen wie der 220-kV-Ebene und den mit 110 kV betriebenen Verteilnetzen. Die Bundeshauptstadt Wien ist zweifach über das Umspannwerk Wien-Südost und die 400-kV-Nordeinspeisung Wien an den Hochspannungsring angeschlossen.
Neben dem innerösterreichischen Energieaustausch dient das 380-kV-Leitungsnetz auch dem Stromaustausch mit den Nachbarstaaten. Direkte 380-kV-Anbindungen bestehen über das Umspannwerk Dürnrohr nach Slavětice in Tschechien, worüber der größte Teil der österreichischen Stromimporte aus Tschechien erfolgt, über das Umspannwerk Sarasdorf nach Győr in Ungarn und über das Umspannwerk Kainachtal nach Slowenien.

## Kritik
Die Trassenführung als 380-kV-Freileitung war um das Jahr 2011 insbesondere in Salzburg und der Steiermark umstritten. Es gab  diverse politische und rechtliche Kontroversen.